# Jan Maas
Jan Maas (Bergen op Zoom, 19 de febrero de 1996) es un ciclista profesional neerlandés que desde 2025 corre para el Cofidis.

## Biografía
En la segunda mitad de 2019 finalizó undécimo en el Tour de Alsacia.

## Palmarés
- Aún no ha conseguido victorias como profesional.

## Resultados en Grandes Vueltas y Campeonatos del Mundo
| Carrera         | Carrera         | 2015 | 2016 | 2017 | 2018 | 2019 | 2020 | 2021 | 2022 | 2023  | 2024 | 2025  |
| --------------- | --------------- | ---- | ---- | ---- | ---- | ---- | ---- | ---- | ---- | ----- | ---- | ----- |
|                 | Giro de Italia  | —    | —    | —    | —    | —    | —    | —    | —    | —     | —    | 139.º |
|                 | Tour de Francia | —    | —    | —    | —    | —    | —    | —    | —    | —     | ―    | —     |
|                 | Vuelta a España | —    | —    | —    | —    | —    | —    | —    | —    | 137.º | —    | ―     |
| Mundial en Ruta | Mundial en Ruta | —    | —    | —    | —    | —    | —    | —    | 61.º | Ab.   | —    | ―     |

—: no participa

Ab.: abandono

## Equipos
- Rabobank Development Team (2015-2016)
- SEG Racing Academy (2017-2018)
- Team LottoNL-Jumbo (stagiaire) (2018)[2]
- Leopard Pro Cycling (2019-2021)
- Jayco (2022-2024)
  - Team BikeExchange-Jayco (2022)
  - Team Jayco AlUla (2023-2024)
- Cofidis (2025-)